# Баварская кухня

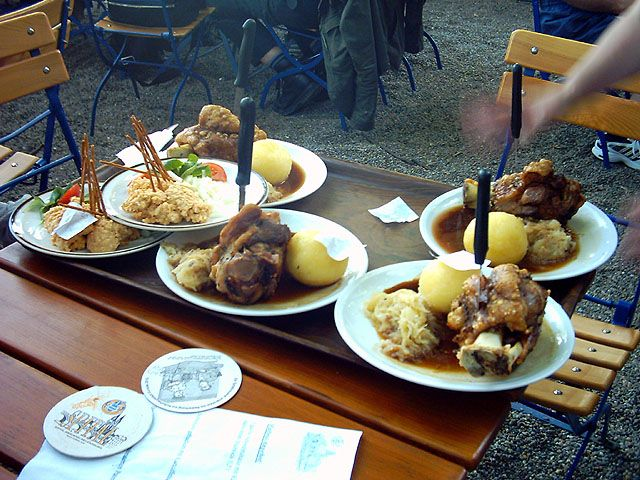
Свиные рульки и обацда в пивном саду «Шпитальгартен» в Регенсбурге

Баварская кухня (нем. bayerische Küche), точнее, старая баварская кухня (нем. altbayerische Küche) — это кухня старой Баварии, примерно охватывающей районы Верхней Баварии, Нижней Баварии и Верхнего Пфальца. По своему происхождению это практичная деревенская кухня. Многочисленные мясные и жареные блюда, кнедлики и мельшпайзе характерны для баварской кухни. Старинная баварская кухня является частью кухни баварско-австрийской культурной области, которая также включает австрийскую кухню (включая тирольскую и зальцбургской кухни). Баварские герцоги и, прежде всего, баварские короли продолжали развивать и совершенствовать баварскую кухню, чтобы сделать её социально приемлемой. С XIX века эта кухня нашла применение в семьях среднего класса, особенно в городах.
Кухни двух других земель современной Баварии, Франконии и Швабии, не относятся к старой баварской кухне.
Баварской гастрономической традицией является бротцайт — промежуточный приём пищи между обедом и ужином, состоящий из бутербродов с колбасой или сыром.

## Традиционные блюда

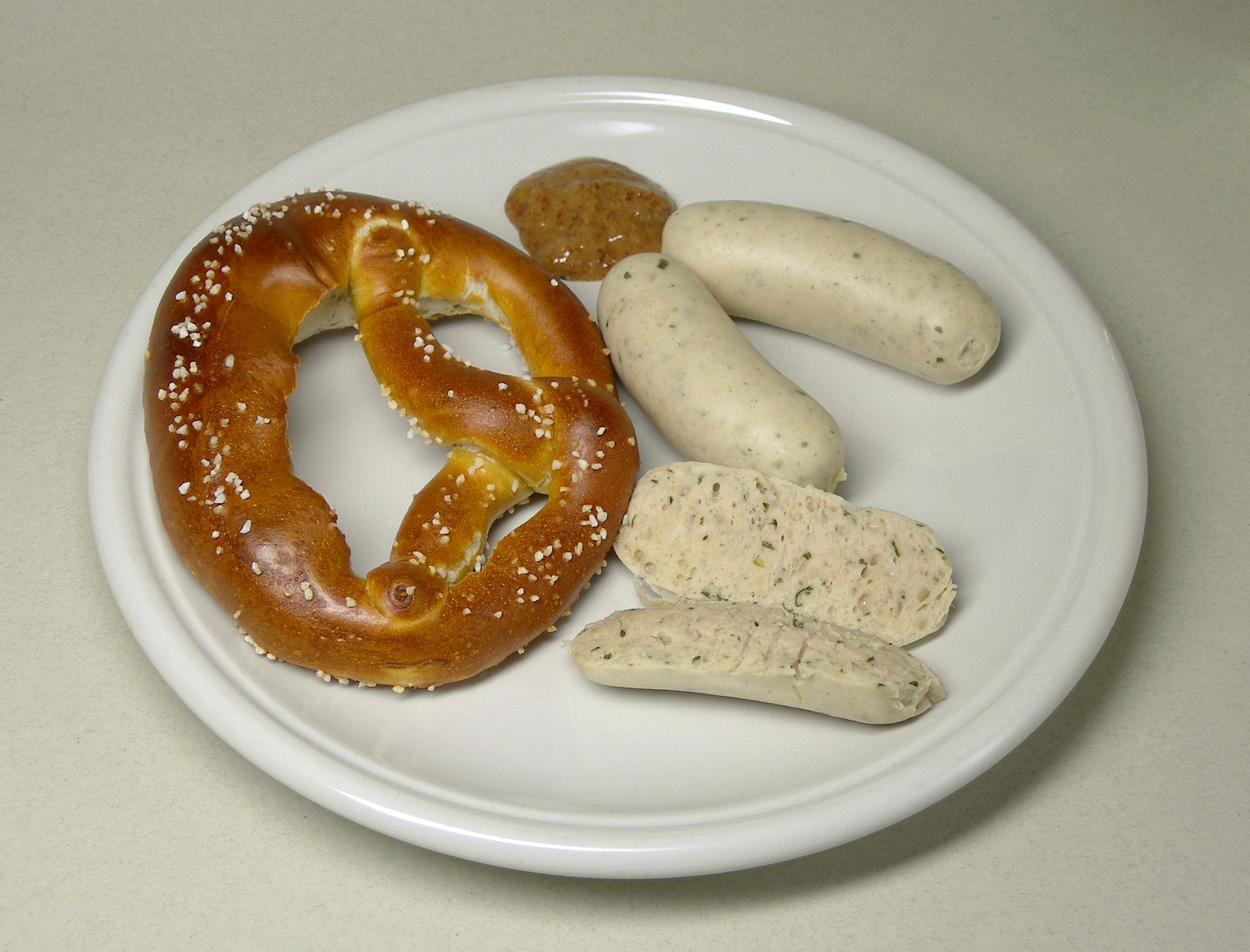
Белая мюнхенская колбаска, брецель и сладкая горчица

С конца XVIII века в землях Германской империи все больше внимания уделялось региональным кухням, причем особое внимание уделялось крупным городам. В поваренных книгах XIX века, которые описывались как «баварские» (например, «Регенсбургская поваренная книга», 1867), публикуются как деревенские, сытные блюда, основанные на домашней кухне, так и блюда, основанные на французской кухне. Особое внимание уделялось мельшпайзе и кнедлям. Для простых людей мясо было только воскресной пищей.
В кулинарных книгах XIX века есть множество рецептов супов с кнедлями. Мясные рецепты в основном состоят из говядины и телятины, а варёная говядина считается повседневным блюдом. Когда дело доходит до свинины, молочный поросёнок играет главную роль. «Использование субпродуктов и всего забитого животного — особенно телёнка — с головы до ног можно считать особенностью сборников рецептов в баварских поваренных книгах. Вымя, рубец, телячья голова, телячьи ноги и т. д. сегодня из „кухни бедняка“ (…) стали востребованными „деликатесами“ недавно возрождённой баварской региональной кухни. (…) Большое количество заливного, приготовленного в кисло-сладком виде, по-видимому, также было фирменным блюдом баварской кухни».
Кнедли или кнюдли, и лапша были традиционными постными продуктами в Баварии. В конце XIX века свиные рульки с кнедликами считались типичным баварским региональным блюдом. Только в 1857 году была «изобретена» мюнхенская белая колбаса. Рецепты из овощей редко встречаются в поваренных книгах, и айнтопф также почти не играет значительной роли, хотя говорят, что айнтопф Пихельштайнер появился в Восточной Баварии в 1847 году. В XIX веке большинство баварцев по-прежнему ели в основном квашеную капусту и репу в качестве овощей. На появление таких блюд, как рагу, фрикасе и бёфламот (или бёф, также Bifflamott, тушёная и маринованная говядина), оказали влияние французы. Последнее изначально был блюдом только для знати, но затем стал типичным буржуазным обедом.
В отчете 1860 года говорится: «Диета деревенских жителей всей Верхней Баварии это почти исключительное преобладание мучных, молочных и жирных блюд с добавлением овощей и ограничение использование мясных блюд в период пяти наиболее важных праздников для Баварии: Масленица, Пасха, День Святой Троицы, Престольный праздник и Рождество (…)».

## Мюнхенская кухня

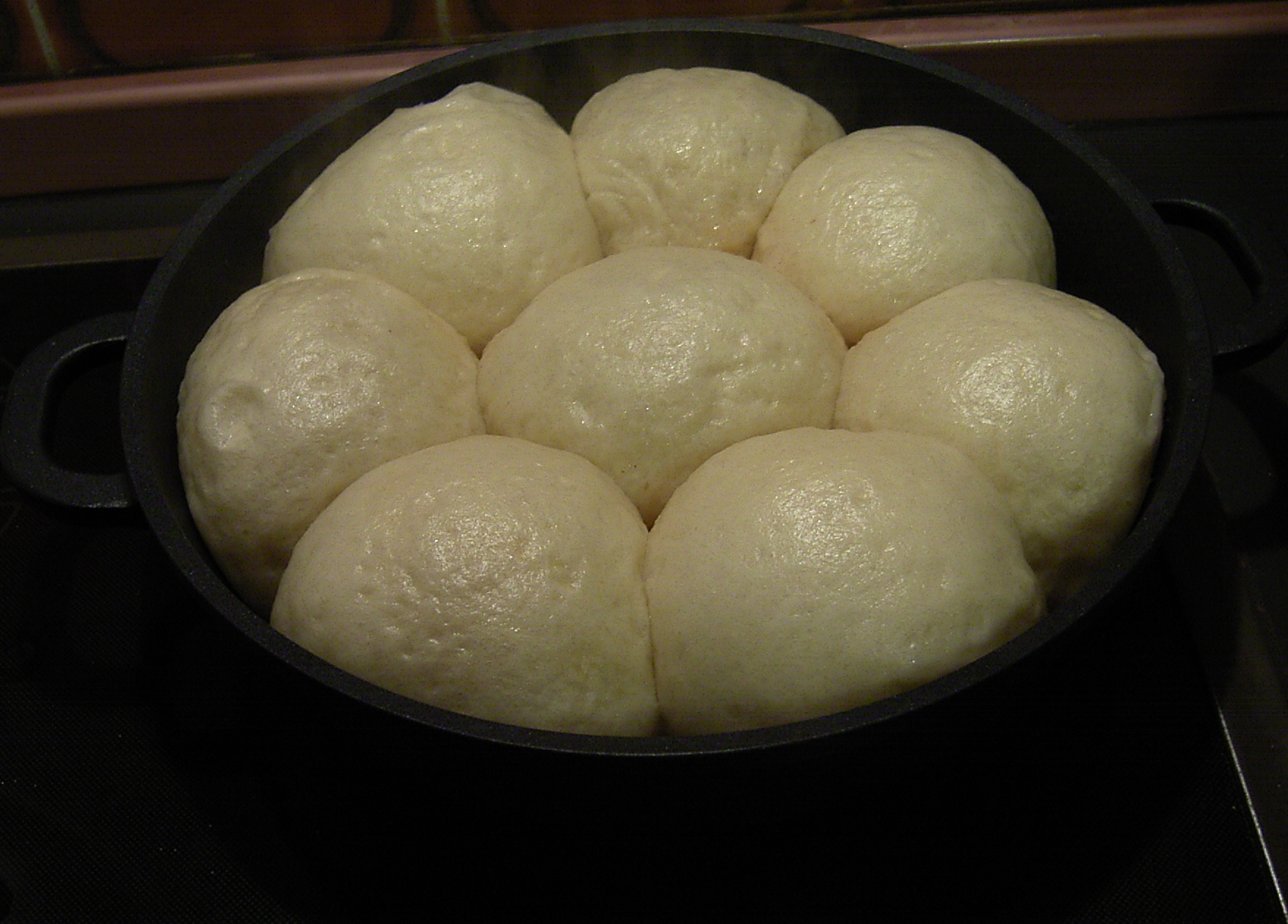
Дампфнудели

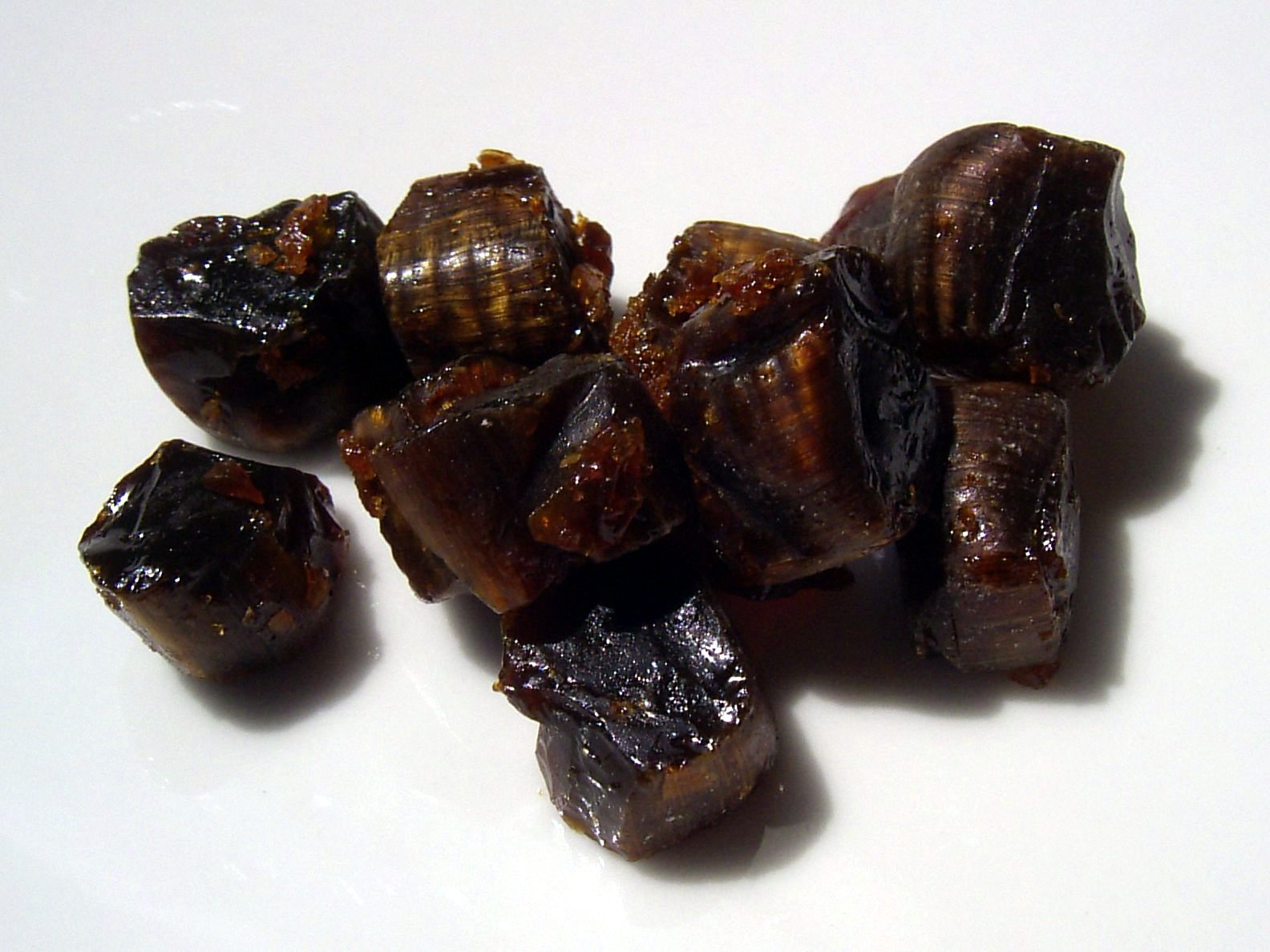
Баварская солодовая карамель — сладость в форме штампованной плитки тёмно-коричневого цвета весом 6—9 граммов

Кухня жителей столицы государства отличалась от повседневного рациона сельского населения в основном значительно большей долей мяса. В Мюнхене большая часть населения могла позволить себе кусок говядины каждый день, а в праздничные дни предпочитали жаркое из телятины. В 1840/41 году в Мюнхене, где тогда проживало около 83 000 жителей, было забито 76 979 телят, что по статистике составляет около одного телёнка на человека. Количество забитого скота составило около 20 000 голов. Особой популярностью пользовались колбаски братвурст из телятины.
В то время это не было стандартом для сельской баварской кухни. Только в XIX веке, начиная с Мюнхена, картофель стал постепенно появляться на кухнях сельского населения, до тех пор преобладали каши и супы, а более бедные слои населения также ограничивались употреблением мяса в некоторые воскресные дни.
Типичная мюнхенская кухня с упором на мясо не всегда принималась иностранцами. Один автор писал о Мюнхене в публикации 1907 года: «Мюнхенская кухня вращается главным образом вокруг „вечного телёнка“. Ни в одном другом городе мира не потребляют столько телятины, как в Мюнхене (…) Даже завтраки состоят в основном из телятины во всех возможных формах приготовления (…) в основном колбасы и телячьи внутренности! (…) Обед и вечер кишит всевозможной телятиной (…) А мюнхенские хозяева говорят о „богатом выборе блюд“, не понимая, что однобокость „мюнхенской телячьей кухни“ больше нельзя превзойти!».